# Saskia Schwarz (Fußballspielerin)
Saskia Schwarz (* 23. November 1982 in Arnstadt) ist eine ehemalige deutsche Fußballspielerin.

## Leben
Schwarz begann ihre Karriere beim FSV Gräfenroda. Über Germania Ilmenau kam sie 2003 zum FF USV Jena. Die Innenverteidigerin spielte mehrere Spielzeiten für Jena in der Zweiten Bundesliga und stieg mit dem Verein 2008 in die Fußball-Bundesliga auf. Dort gab sie bei der 2:3-Heimniederlage gegen den Hamburger SV in der Startelf ihr Debüt in der ersten Liga. Neben ihrer aktiven Karriere trainiert Schwarz gemeinsam mit Tina Kopplin die F1-Junioren ihres Vereins. Im Sommer 2012 beendete sie ihre aktive Karriere.
In ihrer Zeit beim FF USV Jena, studierte sie Online-Marketing (Schwerpunkt Affiliate-Management) an der Friedrich-Schiller-Universität Jena. Seit ihrem Karriereende in Jena, arbeitet sie als Affiliate-Managerin für den Online-Shop Andasa.de und Betreuerin des FF USV.